# Pogonioefferia canella
Pogonioefferia canella là một loài ruồi trong họ Asilidae. Pogonioefferia canella được Bromley miêu tả năm 1934. Loài này phân bố ở vùng Tân Bắc giới.